# Hirschwaldstein
Hirschwaldstein är ett berg i Österrike.   Det ligger i distriktet Kirchdorf och förbundslandet Oberösterreich, i den centrala delen av landet, 170 km väster om huvudstaden Wien. Toppen på Hirschwaldstein är 1 095 meter över havet, eller 596 meter över den omgivande terrängen. Bredden vid basen är 14,0 km.
Terrängen runt Hirschwaldstein är kuperad åt nordost, men åt sydväst är den bergig. Närmaste större samhälle är Micheldorf in Oberösterreich, 2,8 km väster om Hirschwaldstein. 
I omgivningarna runt Hirschwaldstein växer i huvudsak blandskog. Runt Hirschwaldstein är det ganska glesbefolkat, med 45 invånare per kvadratkilometer.